# William Collins (poeta)
William Collins (ur. 25 grudnia 1721 w Chichesterze, zm. 12 czerwca 1759 tamże) – drugi, po Thomasie Grayu, ważny angielski poeta tworzący w połowie XVIII wieku.
Urodził się w Chichesterze w południowej Anglii. Miał dwie siostry: Anny i Elizabeth, która odziedziczyła imię po matce. Jego ojciec był kapelusznikiem. Rozpoczął naukę w szkole w Chichesterze, potem uczył się od 1733 w szkole w Winchesterze i studiował w Queen's College (1740-1743) i Magdalene College (1741-1743) w Oxfordzie. Po ukończeniu szkoły przeniósł się do Londynu (1744), by tam spróbować swoich sił jako poeta.
W wieku 17 lat opublikował swoje pierwsze dzieło Persian Eclogues (1742). Wraz z przyjacielem Josephem Wortonem opublikował w 1746 Odes on Several Descriptive and Allegoriacal Subjects (Ody do kilku opisowych i alegorycznych tematów), które nie spotkały się z pozytywnym przyjęciem. Spowodowało to, że poeta załamał się i zaczął miewać stany depresyjne. Powodem niedocenienia twórczości poety było jej niezrozumienie – jego poezja wyraźnie odstawała od ówczesnej konwencji augustiańskiej, skłaniając się w stronę romantycznej generacji Aleksandra Pope'a. Rok po śmierci swojego przyjaciela napisał upamiętniającą go odę Ode on the Death of Thomson (Oda na śmierć Thompsona, 1749).
Od pochówku swojego ojca w 1744 był bezrobotny i zadłużony. Poznał wtedy dr. Johnsona, który zaproponował mu przetłumaczenie poezji Arystotelesa. Collins początkowo zgodził się, jednak szybko wycofał się z deklaracji. Wpływ na jego decyzję miał spadek wysokości 2 tys. franków, jaki otrzymał po śmierci wuja, co pozwoliło mu na spłatę długów i odbycie kilku podróży po Europie. Jednak stan psychiczny poety stale się pogarszał. Ataki depresji apogeum osiągnęły w 1750 w czasie podróży po Francji. Rok później stwierdzono u Collinsa chorobę psychiczną, która wraz z upływem lat coraz bardziej wyniszczała ciało i umysł poety, co w konsekwencji doprowadziło do jego śmierci. Jego ostatnim niedokończonym dziełem była Ode on the Popular Superstitions of the Highlands (1750), która została odnaleziona po wielu latach przez dr. Alexandra Carlyle'a.
Ostatnie lata życia poeta spędził w domu siostry w rodzinnym Chichesterze. Zmarł w wieku 38 lat i został pochowany w St. Andrew's Church w Chichesterze.

## Dzieła
- Persian Eclogues (1742)
- Odes on Several Descriptive and Allegorical Subjects (1746)
- Ode on the Death of Thomson (1749)
- Ode on the Popular Superstitions of the Highlands (1750)